# Барбара фон Хесен
Барбара фон Хесен (на немски: Barbara von Hessen) от Дом Хесен е принцеса от Хесен и чрез женитби графиня на Вюртемберг-Монбеляр и графиня на Валдек.

## Биография
Родена е на 8 април 1536 година в Касел. Тя е най-малката дъщеря на Филип I фон Хесен (1504 – 1567) и първата му съпруга Кристина Саксонска (1505 – 1549), дъщеря на херцог Георг Брадати от Саксония и Барбара Полска.
Барбара се омъжва на 10 септември 1555 г. в Райхенвайер (днес Риквир, Елзас) за 57-годишния граф Георг I от Вюртемберг-Монбеляр (1498 – 1558) от род Дом Вюртемберг, граф на Харбург и на Мьомпелгард, син на граф Хайнрих фон Вюртемберг. Тя ражда престолонаследника Фридрих I (херцог на Вюртемберг). Нейният съпруг умира на 17 юли 1558 г.
Барбара се омъжва втори път на 11 ноември 1568 г. в Касел за Даниел (1530 – 1577), граф на Валдек-Вилдунген от Дом Валдек. Те се запознават през 1567 г. на погребението на нейния баща. Той носи неговия ковчег. Даниел умира на 7 юни 1577 г. Бракът е бездетен. Тя живее още 20 години и получава като вдовица половин Валдек, където в двореца води свой канцлай.
Барбара умира на 8 юни 1597 година в дворец Валдек на 61-годишна възраст и е погребана до втория си съпруг в манастир Мариентал в Нетце, днес във Валдек.

## Деца
От първия си брак Барбара има децата:
- Улрих (1556 – 1557)
- Фридрих I (1557 – 1608), херцог на Вюртемберг; ∞ 1581 г. принцеса Сибила фон Анхалт (1564 – 1614), дъщеря на княз Йоахим Ернст фон Анхалт
- Ева Христина (1558 – 1575)